# Anomis involuta
Anomis involuta é uma mariposa da família Erebidae. Tem uma ampla distribuição mundial, desde as Ilhas Cook, Hong Kong, Japão, Coreia, Ilhas da Sociedade e Austrália. Também pode ser encontrada em menor escala no Quênia e na Somália.
Tem uma envergadura de cerca de 40 mm. As larvas são consideradas pragas das espécies de Corchorus, como também já foram registradas se alimentando de Hibiscus. As larvas tem cerca de 30 mm e se desenvolvem em casulos nas folhas das plantas hospedeiras.